# Скотт, Коулман
Коулман Скотт (англ. Coleman Scott, род.19 апреля 1986) — американский борец вольного стиля, панамериканский чемпион, призёр Олимпийских игр.

## Биография
Родился в 1986 году в Уэйнсберге (штат Пенсильвания). В 2010 году стал бронзовым призёром панамериканского чемпионата. В 2012 году завоевал бронзовую медаль Олимпийских игр в Лондоне. В 2016 году стал панамериканским чемпионом.